# It's Just the Sun
«It's Just the Sun» es una canción del músico estadounidense Don McLean. Fue publicada en diciembre de 1978 como la tercera canción de su séptimo álbum de estudio Chain Lightning.

## Recepción de la crítica
Billboard describe «It's Just the Sun» como el sencillo “más agraciado y elegante” de Chain Lightning, y la calificó como una pista “ligera y melodiosa”.

## Posicionamiento
| Gráfica (1981)                                | Pico de posición |
| --------------------------------------------- | ---------------- |
| Canadá (RPM Adult Contemporary)               | 12               |
| Estados Unidos (Billboard Hot 100)            | 83               |
| Estados Unidos (Billboard Adult Contemporary) | 20               |